# GO NOW
『GO NOW』は、1995年のイギリス映画。
スコットランドを舞台に描いたラブ・ドラマ。監督はマイケル・ウィンターボトム。難病に掛かった男にロバート・カーライル、支えるヒロインにはジュリエット・オーブリーが扮している。

## あらすじ
ブリストルで暮らす美術装飾人のニック（カーライル）はサッカークラブに所属する傍ら、夜な夜な仲間たちと遊びまわる男だった。ある日同僚のトニーとナイトクラブに行くと、男にイチャモンつけられて困っているカレン（オーブリー）を助ける。その後また再会し2人は恋に落ちるが、ニックは多発性硬化症に冒されてしまい、二人の関係にも支障をきたすが･･･。

## スタッフ
- 監督・脚本：マイケル・ウィンターボトム
- 製作：アンドリュー・イートン
- 脚本：ポール・ヘンリー・パウエル、ジミー・マクガヴァーン
- 撮影：ダフ・ホブソン
- 音楽：アラステア・ギャヴィン

## キャスト
- ロバート・カーライル（ニック）
- ジュリエット・オーブリー（カレン）
- ジェームズ・ネスビット（トニー）
- ソフィー・オコネド（ポーラ）
- トリッキー（歌手）
- トニー・カラン